# Velaux
Velaux [vəlo] est une commune française du département des Bouches-du-Rhône qui fait partie de la métropole d'Aix-Marseille-Provence.
Ses habitants sont appelés les Velauxiens et les Velauxiennes.

## Toponymie
La commune porte aussi un nom dans la langue régionale : le provençal. Dans cette langue son nom est Velaurs selon la norme classique ou Velaus selon la norme mistralienne (phonétique).

### Micro-toponymie
- Vallat : c'est le mot local pour désigner les ruisseaux et rivières.
- Defends : terrain communal interdit au pacage.

## Géographie
Velaux est dans les Bouches-du-Rhône (13), rattachée à la région Provence-Alpes-Côte d'Azur. La petite ville se situe à 19 km à l'ouest d'Aix-en-Provence et à 35 km au nord de Marseille.
Velaux s'étend sur plus de 25 km2, sur un territoire vallonné et boisé. Dominant le côté ouest de l'arrière pays aixois, la localité se compose de deux parties distinctes :
- le vieux village, à caractère provençal, construit sur un promontoire surplombant l'étang de Berre et la vallée de l'Arc.
- le nouveau village, installé depuis 1978 autour du promontoire et sur une vaste colline avoisinante, la colline de Velaux.

### Situation
Velaux est un village provençal ancien installé sur une butte en hauteur qui domine la plaine de l'arrière-pays d'Aix côté ouest. Il est stratégiquement situé au milieu du triangle Aix - Marseille - Salon-de-Provence et entouré d'une nature verdoyante et de coteaux de vigne. Velaux a donc la chance de réunir la tranquillité de la campagne tout en étant à deux pas des grands centres urbains de la région.
La commune se compose de deux parties distinctes :
- le vieux village à caractère provençal construit sur un promontoire avec une tour médiévale.
- le nouveau village installé depuis 1978 autour du promontoire et sur une vaste colline avoisinante, la fameuse colline de Velaux.

Une autre partie a été créée dans les années 2000 : « les hameaux de Velaux ».
Velaux ne cesse donc de s'agrandir : entre les commerces, les villas ou appartements qui vont se construire, Velaux commence à devenir une petite ville.

### Communes limitrophes
| La Fare-les-Oliviers | Coudoux | Ventabren       |
|                      | Velaux  | Aix-en-Provence |
| Berre-l'Étang        | Rognac  |                 |

### Voies de communication et transports
Velaux est à 18 km d'Aix-en-Provence, 20 km de Salon-de-Provence et 35 km de Marseille.
La commune est traversée par la route départementale 20 qui la relie à Rognac et Berre-l'Étang au sud, et longée par la D 10, qui le relie à Aix-en-Provence à l'est et à Miramas et Salon-de-Provence à l'ouest.
Les autoroutes A7 et A8 encadrent la commune ; un échangeur se trouve sur l'A7 à Rognac, mais seul un demi-échangeur à Coudoux permet d'accéder à l'A8 vers Aix-en-Provence.
Une voie ferrée à voie unique reliant Rognac à Aix-en-Provence traverse aussi la commune, mais elle n'est utilisée que pour le trafic marchandises. L'ancienne gare de Velaux-Coudoux est désaffectée.

### Climat
Pour des articles plus généraux, voir Climat de Provence-Alpes-Côte d'Azur et Climat des Bouches-du-Rhône.
En 2010, le climat de la commune est de type climat méditerranéen franc, selon une étude du Centre national de la recherche scientifique s'appuyant sur une série de données couvrant la période 1971-2000. En 2020, Météo-France publie une typologie des climats de la France métropolitaine dans laquelle la commune est exposée à un climat méditerranéen et est dans la région climatique  Provence, Languedoc-Roussillon, caractérisée par une pluviométrie faible en été, un très bon ensoleillement (2 600 h/an), un été chaud (21,5 °C), un air très sec en été, sec en toutes saisons, des vents forts (fréquence de 40 à 50 % de vents > 5 m/s) et peu de brouillards. 
Pour la période 1971-2000, la température annuelle moyenne est de 14,1 °C, avec une amplitude thermique annuelle de 16,7 °C. Le cumul annuel moyen de précipitations est de 617 mm, avec 5,7 jours de précipitations en janvier et 1,7 jours en juillet. Pour la période 1991-2020, la température moyenne annuelle observée sur la station météorologique de Météo-France la plus proche, « Marignane », sur la commune de Marignane à 12 km à vol d'oiseau, est de 15,9 °C et le cumul annuel moyen de précipitations est de 532,3 mm. 
La température maximale relevée sur cette station est de 39,7 °C, atteinte le 26 juillet 1983 ; la température minimale est de −16,8 °C, atteinte le 12 février 1956,,. 
Les paramètres climatiques de la commune ont été estimés pour le milieu du siècle (2041-2070) selon différents scénarios d'émission de gaz à effet de serre à partir des nouvelles projections climatiques de référence DRIAS-2020. Ils sont consultables sur un site dédié publié par Météo-France en novembre 2022.

## Urbanisme

### Typologie
Au 1er janvier 2024, Velaux est catégorisée ceinture urbaine, selon la nouvelle grille communale de densité à 7 niveaux définie par l'Insee en 2022.
Elle appartient à l'unité urbaine de Marseille-Aix-en-Provence, une agglomération inter-départementale dont elle est une commune de la banlieue,. Par ailleurs la commune fait partie de l'aire d'attraction de Marseille - Aix-en-Provence, dont elle est une commune de la couronne,. Cette aire, qui regroupe 115 communes, est catégorisée dans les aires de 700 000 habitants ou plus (hors Paris),.

### Occupation des sols
L'occupation des sols de la commune, telle qu'elle ressort de la base de données européenne d’occupation biophysique des sols Corine Land Cover (CLC), est marquée par l'importance des forêts et milieux semi-naturels (44,4 % en 2018), en diminution par rapport à 1990 (48,5 %). La répartition détaillée en 2018 est la suivante : 
forêts (26,9 %), zones agricoles hétérogènes (23,7 %), zones urbanisées (19,1 %), milieux à végétation arbustive et/ou herbacée (17,5 %), cultures permanentes (9,5 %), zones industrielles ou commerciales et réseaux de communication (2,2 %), terres arables (1,1 %). L'évolution de l’occupation des sols de la commune et de ses infrastructures peut être observée sur les différentes représentations cartographiques du territoire : la carte de Cassini (XVIIIe siècle), la carte d'état-major (1820-1866) et les cartes ou photos aériennes de l'IGN pour la période actuelle (1950 à aujourd'hui).

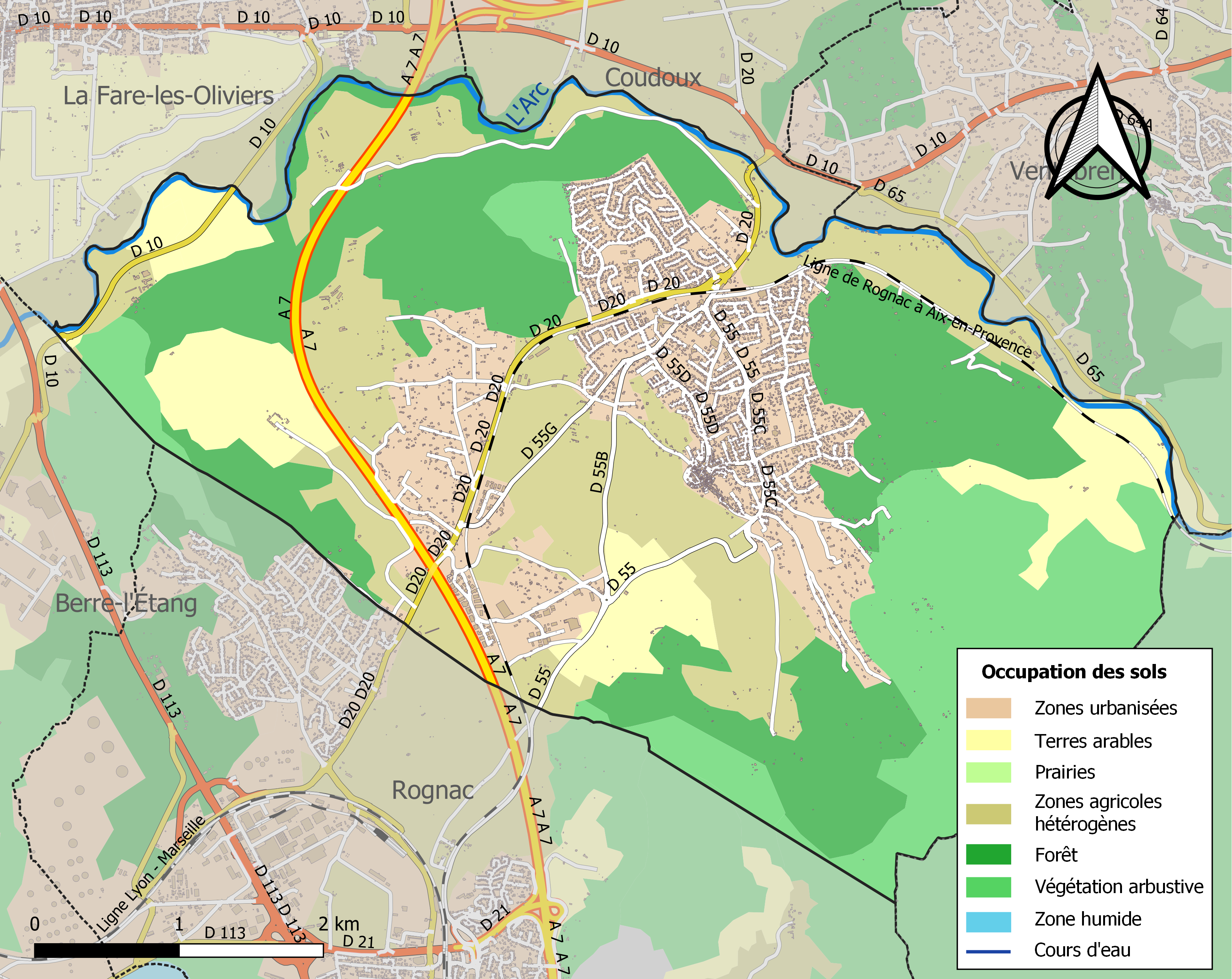
Carte des infrastructures et de l'occupation des sols de la commune en 2018 (CLC).

## Histoire

### Paléontologie
Des découvertes de premier ordre ont été faites dans la région, en particulier des œufs fossiles de dinosaures, mais aussi des ossements qui ont conduit à donner le nom de Velaux à l'un d'eux : Atsinganosaurus velauciensis.

### Antiquité
Plusieurs sites attirent notre attention.
Sur la rive gauche du fleuve côtier L'Arc, au sortir des gorges de Roquefavour au sortir des plaines d'Aix-Les Milles, se dresse une colline ayant la forme d'un cône tronqué : Sainte Propice. Des traces d'habitation protohistorique y ont été relevées. Gérin-Ricard parle du "Castellum de Sainte Eutropie" pour le décrire. Une chapelle chrétienne dédiée à Sainte Eutropie y a ensuite été élevée.
Plus loin s'élève proche de la voie de chemin de fer un promontoire rocheux, reste d'un impressionnant sanctuaire : "La Roque Pertuse" qui signifie "La Roche Percée", en référence à un passage étroit permettant l’accès. Il s'agissait d'un oppidum doté d'un important sanctuaire salyen, occupant une sorte d'hémicycle adossé à la montagne. Il est contemporain de celui du Camp Marius, à quelques kilomètres. La première découverte a été faite vers l'année 1820 puis une notice est éditée par Isidore Gilles en 1873. D'autres campagnes de fouilles plus récentes ont permis d'avancer sur la connaissance du site. Les découvertes mises au jour ont été déposées au Musée d'histoire de Marseille.
Deux autres sites de moindre importance témoignent de l'époque. Le Castellum du Deven, ou Défends de Meynes, colline au dessus du domaine du même nom, en amont de Ste Propice tient son nom des communaux interdits au pâturage (defends). Le site des Fauconnière surplombant le Vallat de Monsieur et l'Autoroute a été largement pillé mais montre encore des tessons dans les déblais,.
Plus tard, la civilisation romaine s'est largement développée comme en témoignent les villas et autres vestiges exhumés sur la commune.

### Le Moyen Âge
Sous l'Ancien Régime, Velaux constituait une communauté de la viguerie d'Aix et une paroisse du diocèse d'Arles.
La mort de la reine Jeanne Ire ouvre une crise de succession à la tête du comté de Provence, les villes de l’Union d'Aix (1382-1387) soutenant Charles de Duras contre Louis Ier d'Anjou. Le seigneur de Velaux, Pierre Monachi, soutient le duc d’Anjou dès avril 1382, ce soutien étant conditionné à la participation du duc à l’expédition de secours à la reine. La famille Monachi, originaire d'Aix, était une famille de chevaliers proche du pouvoir royal.

## Politique et administration

### Tendances politiques et résultats
| Scrutin             | Scrutin             | 1er tour | 1er tour | 1er tour | 1er tour | 1er tour | 1er tour | 1er tour | 1er tour  | 1er tour | 1er tour | 1er tour | 1er tour | 2d tour | 2d tour | 2d tour | 2d tour | 2d tour | 2d tour |
| Scrutin             | Scrutin             | 1er      | 1er      | %        | 2e       | 2e       | %        | 3e       | 3e        | %        | 4e       | 4e       | %        | 1er     | 1er     | %       | 2e      | 2e      | %       |
| ------------------- | ------------------- | -------- | -------- | -------- | -------- | -------- | -------- | -------- | --------- | -------- | -------- | -------- | -------- | ------- | ------- | ------- | ------- | ------- | ------- |
| Présidentielle 2017 | Présidentielle 2017 |          | FN       | 28,20    |          | EM       | 23,31    |          | LR        | 19,60    |          | LFI      | 17,09    |         | EM      | 56,74   |         | FN      | 43,26   |
| Présidentielle 2022 | Présidentielle 2022 |          | LREM     | 27,07    |          | RN       | 27,05    |          | LFI       | 14,98    |          | REC      | 11,10    |         | LREM    | 50,52   |         | RN      | 49,48   |
| Législatives 2022   | 8e                  |          | Ren-Ens  | 33,99    |          | RN       | 24,19    |          | LFI-Nupes | 20,50    |          | LR       | 7,11     |         | Ren     | 55,62   |         | RN      | 44,38   |
| Législatives 2024   | 8e                  |          | RN       | 44,06    |          | Ren-Ens  | 30,07    |          | LFI-NFP   | 17,41    |          | LR       | 4,61     |         | Ren     | 50,85   |         | RN      | 49,15   |

### Liste des maires
| Période                                  | Période  | Identité          | Étiquette   | Qualité                                                                          |
| ---------------------------------------- | -------- | ----------------- | ----------- | -------------------------------------------------------------------------------- |
| avant 1889                               | ?        | Vidal Bédarrides  |             | Membre du Consistoire israélite, décédé en 1892                                  |
| mars 1977                                | 2020     | Jean-Pierre Maggi | PS puis PRG | Retraité Vice-président du Conseil général Député (2012-2017) Président du SDIS. |
| juin 2020                                | En cours | Yannick Guérin    | DVG         | Conseiller départemental depuis 2021                                             |
| Les données manquantes sont à compléter. |          |                   |             |                                                                                  |

### Jumelages
- Isola Dovarese (Italie)[28]

## Population et société

### Démographie
L'évolution du nombre d'habitants est connue à travers les recensements de la population effectués dans la commune depuis 1793. Pour les communes de moins de 10 000 habitants, une enquête de recensement portant sur toute la population est réalisée tous les cinq ans, les populations de référence des années intermédiaires étant quant à elles estimées par interpolation ou extrapolation. Pour la commune, le premier recensement exhaustif entrant dans le cadre du nouveau dispositif a été réalisé en 2007.

En 2022, la commune comptait 8 827 habitants, en évolution de +0,5 % par rapport à 2016 (Bouches-du-Rhône : +2,48 %, France hors Mayotte : +2,11 %).
| 1793 | 1800  | 1806  | 1821  | 1831  | 1836  | 1841  | 1846  | 1851  |
| ---- | ----- | ----- | ----- | ----- | ----- | ----- | ----- | ----- |
| 954  | 1 102 | 1 054 | 1 257 | 1 242 | 1 176 | 1 183 | 1 173 | 1 024 |

| 1856  | 1861  | 1866  | 1872  | 1876  | 1881 | 1886 | 1891 | 1896 |
| ----- | ----- | ----- | ----- | ----- | ---- | ---- | ---- | ---- |
| 1 170 | 1 061 | 1 120 | 1 150 | 1 014 | 849  | 772  | 781  | 789  |

| 1901 | 1906 | 1911 | 1921 | 1926 | 1931 | 1936 | 1946 | 1954  |
| ---- | ---- | ---- | ---- | ---- | ---- | ---- | ---- | ----- |
| 789  | 748  | 689  | 684  | 719  | 792  | 737  | 753  | 1 006 |

| 1962  | 1968  | 1975  | 1982  | 1990  | 1999  | 2006  | 2007  | 2012  |
| ----- | ----- | ----- | ----- | ----- | ----- | ----- | ----- | ----- |
| 1 360 | 1 690 | 2 638 | 5 447 | 7 265 | 7 603 | 8 221 | 8 305 | 8 664 |

| 2017  | 2022  | - | - | - | - | - | - | - |
| ----- | ----- | - | - | - | - | - | - | - |
| 8 689 | 8 827 | - | - | - | - | - | - | - |

### Enseignement
- Deux groupes scolaires publics (comportant les écoles primaires et maternelles) : l'établissement Jean-Jaurès (à côté duquel il y a un centre de loisirs) et l'établissement Jean-Giono, dans le vieux village (à côté duquel il y a une périscolaire).
- Collège public Roquepertuse, établissement de secteur de Ventabren et regroupant environ 850 élèves.
- Un projet de lycée a été suspendu par le rectorat.

## Économie
La commune dispose d'une petite centrale hydroélectrique, construite en 1962 à partir d'un moulin existant depuis 1510 sur le cours d'eau de l'Arc. Arrêtée en 2012, elle est remise en fonction en 2019 à la suite de la mobilisation des 200 membres de la coopérative citoyenne d'énergie Provence Énergie Citoyenne, soutenue par Enercoop. Équipée d'une passe à poissons pour les anguilles, la Marie-Thérèse alimente en électricité 150 foyers.

## Culture et patrimoine
- Église paroissiale Saint-Trophime de Velaux

L’actuelle église paroissiale était, à son origine, un temple protestant. C’est l’un des trois seuls temples protestants de France construits avant la révocation de l’Édit de Nantes et qui a survécu aux destructions lors des persécutions contre les Huguenots.
- Tour-musée de Velaux
- Moulin seigneurial
- le site archéologique de Roquepertuse
- Ciné-club (CCDV)
- Salle de concert Espace Nova

### Manifestations culturelles et festivités
La Fête de la Saint-Éloi lors du premier week-end d’août. Il s'agit d'une fête votive traditionnelle au cours de laquelle est célébrée la bénédiction des cavaliers. Tout au long de l'été, la commune connaît un certain nombre de festivités, dont l'organisation de Food Trucks qui offrent une certaine convivialité sur la Place Caire.

### Cinéma
- en 1957, Jean Boyer tourna dans le village et ses environs Le Chômeur de Clochemerle, avec Fernandel
- en 1970, Philippe Clair tourna dans le village et ses environs La grande java, avec Francis Blanche et les Charlots

### Personnalités liées à la commune
- Olivier Ferrand (1969 - 2012), diplômé d'HEC Paris, de Sciences Po Paris et de l'ENA, administrateur civil au ministère de l’Économie et des Finances, haut fonctionnaire en 1997 à la Direction du Trésor, où il s’occupe de négociations financières internationales (G7, FMI, OMC, OCDE), puis de négociations européennes est mort à Velaux où il résidait, le 30 juin 2012.

### Héraldique
| Armes de Velaux | Blasonnement : D'or à une vache de gueules sur une montagne de sinople. |

## Galerie

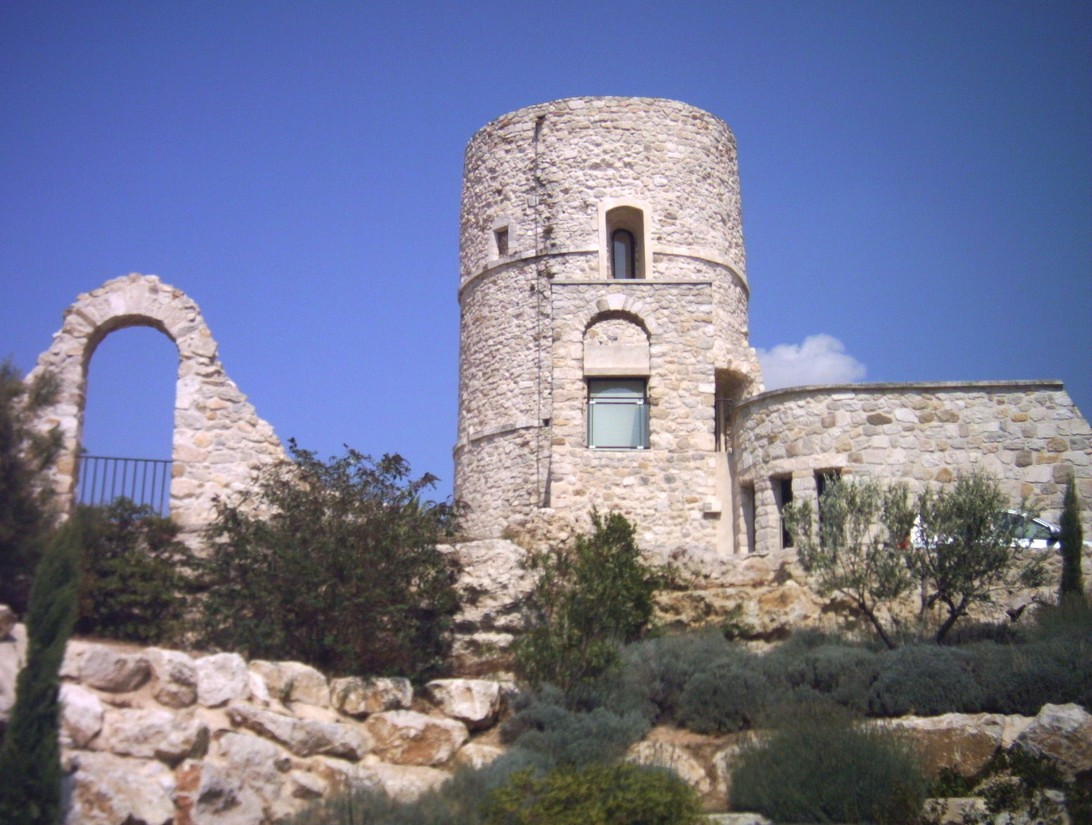
Vue du vieux Velaux restauré.
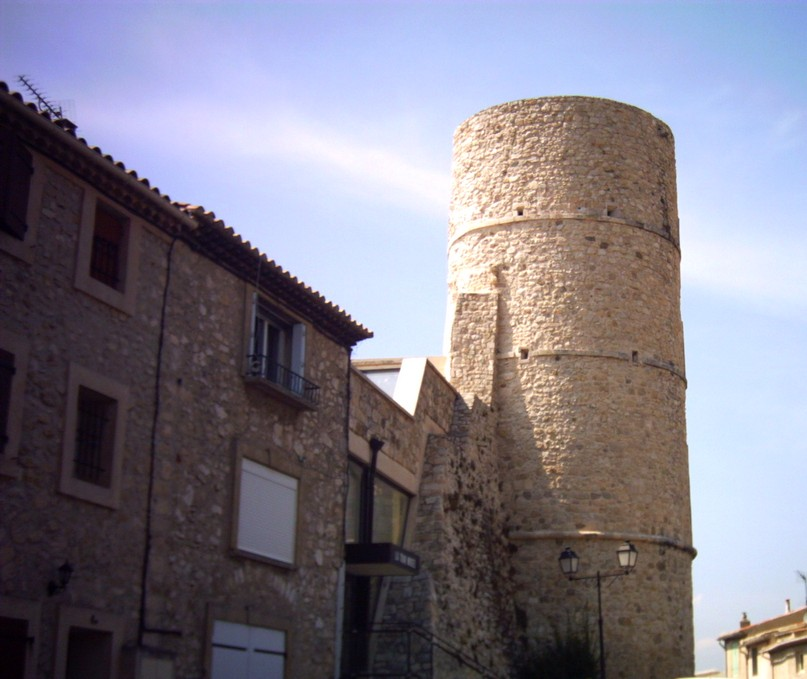
La tour-musée de Velaux.
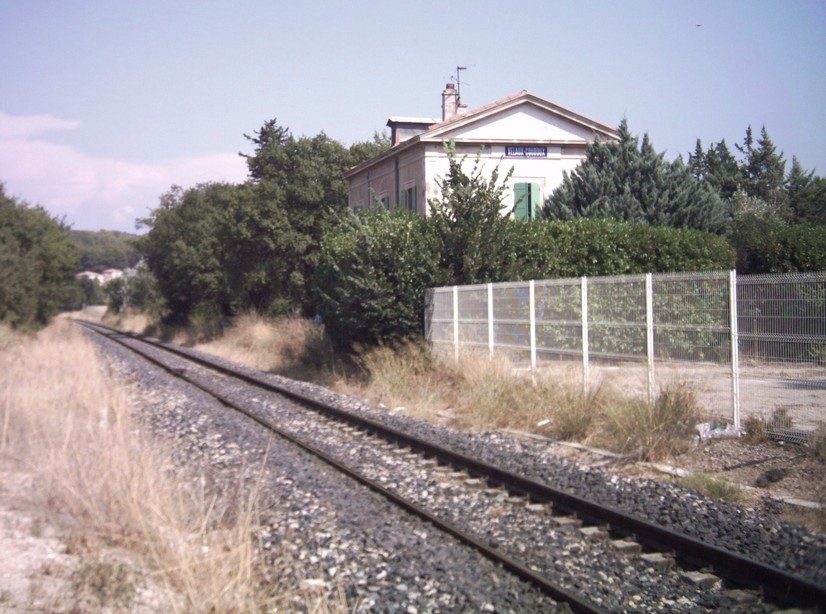
L'ancienne gare de Velaux-Coudoux sur la ligne Rognac - Aix-en-Provence.